# جم جرد
جم‌جرد، (گم یرد) روستایی از توابع بخش کوهین شهرستان قزوین در استان قزوین ایران است.
دراین روستا خانواده‌های نجفی، حسن پور، خمسه ، عسگری، آدینه، سلطانی، ذکایی، انبارلویی، نوری و میرزایی زندگی می‌کنند.

## جمعیت
این روستا در دهستان ایلات قاقازان غربی قرار دارد و براساس سرشماری مرکز آمار ایران در سال ۱۳۸۵، جمعیت آن ۴۹۲ نفر (۱۰۳خانوار) بوده‌است. روستای تاریخی جم جرد در ۳۵ کیلومتری غرب قزوین و در بخش کوهین واقع شده‌است، فاصله این روستا تا مرکز بخش یعنی شهر کوهین حدود ۵ کیلومتر است. مردم جم جرد به زبان ترکی آذربایجانی صحبت می‌کنند و مذهب آنها شیعه است.

## محصولات کشاورزی
عدس، ادویه و غلات مهم‌ترین محصولات روستا هستند.

## نشانی
استان قزوین، شهرستان قزوین، بخش کوهین، دهستان ایلات قاقازان غربی، روستای جم جرد